# Uruburetama (tiểu vùng)
Uruburetama là một tiểu vùng thuộc bang Ceará, Brasil. Tiều vùng này có diện tích 1056 km², dân số năm 2007 là 86306 người.